# From Me to U
From Me to U es el álbum debut del rapero Juelz Santana fue lanzado bajo Diplomats Records y Rocafella Records en el 2003

## Lista de canciones
| #  | Título                           | Produtores                              | Acompañamiento                              | Compositor                                                                          | Tiempo |
| -- | -------------------------------- | --------------------------------------- | ------------------------------------------- | ----------------------------------------------------------------------------------- | ------ |
| 1  | "The Champ Is Here"              | Heatmakerz                              | Freekey Zekey                               | Green, G./Thomas, S./James, Laron                                                   | 5:22   |
| 2  | "One Day I Smile"                | Heatmakerz                              |                                             | Harding, G./Green, G./Thomas, S./James, Laron                                       | 4:24   |
| 3  | "Okay Okay"                      | Heatmakerz                              |                                             | Hart, W./Bell, T./Green, G./Thomas, S./James, Laron, King Abdul of Zuzan            | 3:21   |
| 4  | "Down (Skit)"                    |                                         | Freekey Zekey, Monique Garnett              |                                                                                     | 1:25   |
| 5  | "Down"                           | Heatmakerz                              |                                             | Whitfield, Norman/Green, G./Thomas, S./James, Laron                                 | 3:45   |
| 6  | "Monster Music"                  | Heatmakerz                              | Opera Steve                                 | Steinman, J./Green, G./Thomas, S./James, Laron                                      | 4:17   |
| 7  | "Back Again"                     | Heatmakerz                              | Razah                                       | Hudson, H./King, W./Green, G./Thomas, S./James, Laron                               | 4:44   |
| 8  | "My Problem (Jealousy)"          | Charlemagne                             |                                             | Payne, H./Pease, E./Scarpiello, M./Charlemagne, H./James, Laron                     | 3:44   |
| 9  | "How I Feel"                     | Heatmakerz                              |                                             | Green, G./Thomas, S./James, Laron                                                   | 4:10   |
| 10 | "Why"                            | Heatmakerz                              |                                             | Lewis, T./Raymond, U./Green, G./Harris, James Producer/Thomas, S./James, Laron      | 3:57   |
| 11 | "Wherever I Go"                  | Chad Hamilton, Ryan Press (Co-producer) | Jim Jones                                   | Hamilton, C./Jones, J./Presson, R./James, Laron                                     | 4:18   |
| 12 | "Dipset (Santana's Town) (Skit)" |                                         | Freekey Zekey, Monique Garnett              |                                                                                     | 1:16   |
| 13 | "Dipset (Santana's Town)"        | Edward Hinson                           | Cam'ron                                     | Hinson, E./Giles, Cameron/James, Laron                                              | 3:38   |
| 14 | "Squalie (Skit)"                 |                                         | Freekey Zekey, Mike Peters, Monique Garnett |                                                                                     | 0:55   |
| 15 | "Squalie"                        | Heatmakerz                              | J. R. Writer                                | Brito, R./Green, G./White, B./Thomas, S./James, Laron                               | 4:16   |
| 16 | "Rain Drops"                     | Charlemagne                             |                                             | Johnson, J./Lewis, K./Charlemagne, H./James, Laron                                  | 4:34   |
| 17 | "My Love (Remix)"                | Heatmakerz                              | Jim Jones                                   | Ingram, J./Jones, J./Green, G./Thomas, S./James, Laron                              | 3:09   |
| 18 | "Let's Go"                       | Heatmakerz                              | Cam'ron                                     | Gaye, M./Townsend, E./Green, G./Thomas, S./Giles, Cameron                           | 4:42   |
| 19 | "Now What"                       | Jazze Pha                               | T.I.                                        | Alexander, P./Harris, C./James, Laron                                               | 5:21   |
| 20 | "This Is for My Homies"          | Heatmakerz                              | Jim Jones                                   | Jackson, C./Jones, J./Stinson, T./Turner, M. Jr./Thomas, S./Carter, T./James, Laron | 6:23   |

## Samples
- "One Day I Smile"

- "My Heartbreak" por Delegation

- "Okay, Okay"

- "Trying Make a Fool of Me" por The Delfonics

- "Down"

- "I'm Going Down" por Mary J. Blige

- "Monster Music"

- "Making Love Out of Nothing at All" por Air Supply

- "Back Again"

- "You're Special" por The Commodores

- "How I Feel"

- "Woman To Woman" por Shirley Brown

- "Why"

- "Can You Help Me" por Usher

- "Dipset {Santana's Town)"

- "Anvil Chorus" por Verdi

- "Squalie"

- "I Love You So, Never Gonna Let You Go" por Love Unlimited Orchestra

- "My Love"

- "Look What You've Done" por The Moments

- "Let's Go"

- "Let's Get It On" by Marvin Gaye

- "This Is For My Homies"

- "Gangsta Lean" por DRS

## Posiciones
El álbum debutó en el #8 en los Billboard 200 vendiendo más de 640,000 copias en el mundo y deubto en el número 3 en el hot R&B.